# Palaeaspilates monochromata
Palaeaspilates monochromata là một loài bướm đêm trong họ Geometridae.